# Дубровицька міська рада
Дубро́вицька міська́ ра́да — адміністративно-територіальна одиниця та орган місцевого самоврядування в Дубровицькому районі Рівненської області. Адміністративний центр — місто Дубровиця.

## Загальні відомості
- Територія ради: 5,87 км²
- Населення ради: 9 465 осіб (станом на 1 січня 2013 року)
- Територією ради протікає річка Горинь

## Населені пункти
Міській раді підпорядковані населені пункти:
- м. Дубровиця

## Населення
Станом на 1 січня 2011 року населення міської ради становило 9448 осіб. У 2017 році населення міської ради становило 9525 осіб.

### Вибори
Станом на 2011 рік кількість виборців становила 7542 особи.

## Адміністративний поділ
Дубровиця поділяється на 15 округів, за кожним з яких закріплений депутат Дубровицької міської ради.

## Склад ради
Рада складається з 30 депутатів та голови.
- Голова ради: Микульський Богдан Михайлович

#### Міські голови (з 2006 року)
| Прізвище, ім'я, по батькові   | Основні відомості                                                                                                | Дата обрання | Дата звільнення |
| ----------------------------- | --- | ------------ | --------------- |
| Кузьмич Адам Леонідович       | Міський голова, 1963 року народження, освіта вища, член Української народної партії                              | 26.03.2006   | 31.10.2010      |
| Кузьмич Адам Леонідович       | Міський голова, 1963 року народження, освіта вища, член Української Народної Партії                              | 31.10.2010   | 25.10.2015      |
| Микульський Богдан Михайлович | Міський голова, 1956 року народження, освіта вища, член політичної партії Всеукраїнське об'єднання «Батьківщина» | 25.10.2015   |                 |

Примітка: таблиця складена за даними сайту Верховної Ради України та ЦВК

### Депутати VI скликання
За результатами місцевих виборів 2010 року депутатами ради стали:

#### За суб'єктами висування
| Суб'єкт висування                                                          | Кількість обраних депутатів | %    |
| -------------------------------------------------------------------------- | --------------------------- | ---- |
| Політична партія Всеукраїнське об'єднання «Батьківщина»                    | 8                           | 26,7 |
| Партія регіонів                                                            | 4                           | 13,3 |
| Політична партія «Наша Україна»                                            | 4                           | 13,3 |
| Українська Народна Партія                                                  | 4                           | 13,3 |
| Народна партія                                                             | 3                           | 10   |
| Політична партія Всеукраїнське об'єднання «Свобода»                        | 3                           | 10   |
| Єдиний Центр                                                               | 1                           | 3,3  |
| Партія захисників Вітчизни                                                 | 1                           | 3,3  |
| Політична партія «За Україну!»                                             | 1                           | 3,3  |
| Українська партія честі, боротьби з корупцією та організованою злочинністю | 1                           | 3,3  |

#### За округами
| № округу                                                                   | Прізвище, ім'я, по батькові       | Дата визнання обраним | Освіта             | Партійна приналежність                        | Відомості про обраного депутата                             |
| -------------------------------------------------------------------------- | --------------------------------- | --------------------- | ------------------ | --------------------------------------------- | ----------------------------------------------------------- |
| Єдиний Центр                                                               |                                   |                       |                    |                                               |                                                             |
| 12                                                                         | Краглевич Віктор Васильович       | 04.11.2010            | вища               | позапартійний                                 | КП «Будинкоуправління», головний інженер                    |
| Народна Партія                                                             |                                   |                       |                    |                                               |                                                             |
| б/м                                                                        | Сека Іван Михайлович              | 04.11.2010            | вища               | член Народної партії                          | пенсіонер                                                   |
| б/м                                                                        | Деркач Сергій Федорович           | 04.11.2010            | вища               | позапартійний                                 | Святомиколаївський храм, священник                          |
| 8                                                                          | Данько Петро Олександрович        | 04.11.2010            | вища               | член Народної партії                          | тимчасово не працює                                         |
| Партія захисників Вітчизни                                                 |                                   |                       |                    |                                               |                                                             |
| 6                                                                          | Островець Сергій Йосипович        | 04.11.2010            | вища               | позапартійний                                 | приватний підприємець                                       |
| Партія регіонів                                                            |                                   |                       |                    |                                               |                                                             |
| б/м                                                                        | Сахвон Сергій Якович              | 04.11.2010            | вища               | член Партії регіонів                          | Дубровицьке УМС, начальник                                  |
| б/м                                                                        | Кухарець Наталія Сергіївна        | 04.11.2010            | вища               | член Партії регіонів                          | Дубровицька РДА, завідувачка сектору                        |
| 3                                                                          | Котяш Ялина Олександрівна         | 04.11.2010            | вища               | позапартійна                                  | Дошкільний заклад № 5, завідувачка                          |
| 5                                                                          | Сімаченко Віталій Геннадійович    | 04.11.2010            | вища               | позапартійний                                 | Дубровицький держкомзем, заступник начальника               |
| Політична партія Всеукраїнське об'єднання «Батьківщина»                    |                                   |                       |                    |                                               |                                                             |
| б/м                                                                        | Шубич Олег Петрович               | 04.11.2010            | вища               | член Всеукраїнського об'єднання «Батьківщина» | Дубровицький спец лісгосп, майстер                          |
| б/м                                                                        | Букайло Юрій Валерійович          | 04.11.2010            | вища               | позапартійний                                 | Дубровицький центр зайнятості, юрист                        |
| б/м                                                                        | Кондратюк Оксана Василівна        | 04.11.2010            | вища               | член Всеукраїнського об'єднання «Батьківщина» | Дубровицька міська рада, секретар виконкому                 |
| б/м                                                                        | Торчило Ніна Іванівна             | 04.11.2010            | середня спеціальна | член Всеукраїнського об'єднання «Батьківщина» | Дубровицька ЦРЛ, медсестра                                  |
| б/м                                                                        | Цибульський Анатолій Максимович   | 04.11.2010            | середня спеціальна | член Всеукраїнського об'єднання «Батьківщина» | тимчасово не працює                                         |
| 1                                                                          | Станк'явічус Вікторія Казимирівна | 04.11.2010            | вища               | член Всеукраїнського об'єднання «Батьківщина» | Дубровицька загальноосвітня школа № 1, вчитель              |
| 2                                                                          | Годунко Валентина Степанівна      | 04.11.2010            | вища               | член Всеукраїнського об'єднання «Батьківщина» | Дубровицька міська рада, секретар                           |
| 7                                                                          | Гладка Лілія Михайлівна           | 04.11.2010            | середня            | член Всеукраїнського об'єднання «Батьківщина» | приватний підприємець                                       |
| Політична партія Всеукраїнське об'єднання «Свобода»                        |                                   |                       |                    |                                               |                                                             |
| б/м                                                                        | Деменко Олександр Леонідович      | 04.11.2010            | середня            | позапартійний                                 | СПД                                                         |
| б/м                                                                        | Лавор Олександр Володимирович     | 04.11.2010            | вища               | позапартійний                                 | Дубровицький НВЦ «Ліцей-загальноосвітня школа № 3», вчитель |
| 14                                                                         | Лисиця Ольга Миколаївна           | 04.11.2010            | середня            | позапартійна                                  | Дошкільний заклад № 5, вихователь                           |
| Політична партія «За Україну!»                                             |                                   |                       |                    |                                               |                                                             |
| 9                                                                          | Бондарчук Віктор Васильович       | 04.11.2010            | вища               | позапартійний                                 | Дубровицька міська рада, завідувач сектором                 |
| Політична партія «Наша Україна»                                            |                                   |                       |                    |                                               |                                                             |
| б/м                                                                        | Яременко Юрій Аркадійович         | 04.11.2010            | вища               | член Політичної партії «Наша Україна»         | приватний підприємець                                       |
| б/м                                                                        | Дем'янець Ірина Олександрівна     | 04.11.2010            | вища               | член Політичної партії «Наша Україна»         | Дубровиць ка районна рада, спеціаліст                       |
| 4                                                                          | Власюк Вікторія Володимирівна     | 04.11.2010            | вища               | позапартійна                                  | Дубровицька ЦРЛ, лікар                                      |
| 10                                                                         | Краглевич Оксана Вікторівна       | 04.11.2010            | вища               | член Політичної партії «Наша Україна»         | Відділення Ощадбанку, головний бухгалтер                    |
| Українська Народна Партія                                                  |                                   |                       |                    |                                               |                                                             |
| б/м                                                                        | Ковташ Данило Данилович           | 04.11.2010            | вища               | позапартійний                                 | Церква Пресвятої Богородиці м. Дубровиці, благочинний       |
| б/м                                                                        | Веленець В'ячеслав Володимирович  | 04.11.2010            | вища               | позапартійний                                 | приватний підприємець                                       |
| 11                                                                         | Конончук Василь Володимирович     | 04.11.2010            | вища               | член Української Народної Партії              | пенсіонер                                                   |
| 13                                                                         | Андрусенко Віталій Сергійович     | 04.11.2010            | вища               | член Української Народної Партії              | Дубровицька РДА, начальник відділу                          |
| Українська партія честі, боротьби з корупцією та організованою злочинністю |                                   |                       |                    |                                               |                                                             |
| 15                                                                         | Яцковець Петро Леонідович         | 04.11.2010            | вища               | позапартійний                                 | ЗАТ «УТСК», начальник відділення                            |

### Офіційні дані та нормативно-правові акти
- Паспорт Дубровицького району (станом на 1 січня 2011 року) (doc). Дубровицька районна рада. Архів оригіналу за 10 лютого 2015. Процитовано 16 жовтня 2019.